# コックニー
コックニー（英: Cockney）あるいはコクニーは、ロンドンの労働者階級で話される英語の一種である。
語源的に14世紀には雄鶏（コック）が生んだような形の悪い卵を指し、16世紀初めには都会育ちで本当の生活を知らない子を指したという。1600年にはBow Bells（シティにあるSt.Mary-le-Bow教会の鐘）の音が聞こえる範囲内で生まれ、余所に対する関心がない連中、との説明がなされた。

## 特徴
コックニーの特徴として、以下が挙げられる。以下は全て容認発音（RP）との対照であり、括弧内には例示として、具体的なフレーズをコックニーの発音で示してある。

### 発音
二重母音・長母音の発音が異なっている。
具体的には
[eɪ]が[aɪ]に（day[daɪ]）、
[iː]が[əi]に（keep[kəip]）、
[aɪ]が[ɒɪ]に（like[lɒɪk]）、
[ɔɪ]が[oɪ]に（oil[oɪl])、
[aʊ]が[æː]に（town[tæːn]）なる。
ただし、厳密に言うと例えばdayの場合、[ei]の口の動き（唇を左右に開いた状態）で、[アイ]と発音する。
- 単語中の[h]を発音しない（half → [a:f]）。不定冠詞はanとなる（a hand → [ənænd]）。
  - コックニーを矯正しようという意識のある話者は逆に[h]を不要なところに付加してしまうケースもある（hardly ever[hɑːdli hevə]）。
- 無声歯摩擦音[θ]の"th"を無声唇歯摩擦音[f]と発音（think[fɪŋk]）。
- 有声歯摩擦音[ð]の"th"を有声唇歯摩擦音[v]と発音（father[fɑːvə]）。
- 母音に挟まれたり後ろに歯茎側面接近音[l]が続く、強勢のない無声歯茎破裂音[t]は声門破裂音[ʔ]に変わることがある（get off[geʔɒːf]）。
- 音素/r/に歯茎接近音[ɹ]ではなく唇歯接近音[ʋ]を用いることもある（right → "wite"[ʋɒɪt]）。
- 母音と母音の間に[存在しない"r"]の挿入が行われることがある（America is→America-ris）。
- 強勢のない歯茎側面接近音[l]の円唇後舌母音・半母音化（little[lɪʔʊ]、able[eɪbl] → [aɪbɪ]）。

### 言い回し、語彙
- am not, are not, is not, have not, has notの短縮形としてのain'tの使用。
- myの代わりにmeを使用。
- "Isn't it?"の短縮形としての"innit"を多用（Good day today innit?）。
- kosher - 正当、本物。イディッシュ語カーシェールから借用

コックニーには、伝統的に押韻スラング"Cockney Rhyming Slang"と呼ばれている、隠語めいた言い回しがある。現在はコックニーだけでなくイギリス各地で日常会話の中で、俗に使われている表現も多い。これは例えば "Bacon and Eggs" → "Legs"のように、多くは2つの語を並べてその2つ目の語と韻を踏む語を表わすというものである。時には、"China plate" → "Mate" という言い換えの2語のうち、韻を踏んでいない1語目(China)だけを代用して、結果 "China" = "Mate" となる例もあり、事情を知らないものには理解できない文章となることもある。
これらの言い換えは近年でも行われており、例として、トニー・ブレアの名前が "Tony Blair → "Hair"というものがある。
以下に押韻スラングの実例を列挙する。
| 押韻スラング     | 意味           |                                       | 使用例                          |
| ---------------- | -------------- | ------------------------------------- | ------------------------------- |
| Adam and Eve     | 信じること     | Believe→Adam and Eve（アダムとイブ）  | I don't Adam and Eve it!        |
| Bacon and Eggs   | 足             | Legs→Bacon and Eggs                   | She's got a nice set of Bacons. |
| Butchers         | 見ること       | look→Butcher's hook（肉屋の肉フック） | Let me take a Butchers!         |
| China            | 親友           | mate→China plate（陶器）              | How are you, me old China?      |
| Grass/supergrass | 密告/密告者    | Copper（警官）→Grasshopper（バッタ）  | I think he grassed me up.       |
| Lady Godiva      | £5             | fiver→Lady Godiva（ゴダイヴァ夫人）   | Can I borrow a Lady Godiva?     |
| Porkies          | 嘘             | Lies→Pork Pies 豚肉パイ               | He's telling Porkies.           |
| Pete Tong        | ダメになること | Wrong→Pete Tong（イギリスのDJ）       | It's all gone Pete Tong.        |

| 押韻スラング | 意味   |                             | 使用例 |
| ------------ | ------ | --------------------------- | ------ |
| Wallace      | 嘔吐   | Wallace and Grommit→Vomit   |        |
| Abercrombie  | 嫌な女 | Abercrombie and Fitch→Bitch |        |
| Calvin       | 大丈夫 | Calvin Klein→Fine           |        |
| Tony         | 髪の毛 | Tony Blair→Hair             |        |

## 実際の使用
イギリスでは多様な英語が話されているが、特にコックニーは伝統的に「汚い」英語だと上流階級から非難を受けることが他の英語より多かった。戯曲『ピグマリオン』や、それを原作としたミュージカル『マイ・フェア・レディ』・映画『マイ・フェア・レディ』では、コックニーを話す主人公を矯正してRPを話させるようにする過程が描かれている。
コックニーの発音は以下等の作品で確認できる。

### 創作物
- 映画及びミュージカル『マイ・フェア・レディ』
- 映画『オリバー!』
- 特撮テレビ番組（人形劇）『サンダーバード』
登場人物の1人、パーカー（レディ・ペネロープの執事兼運転手）がコックニーを話す。
- 人形劇テレビ番組 『がんばれタッグス』
主人公のテンセンツがコックニーを話す。他にもコックニーを話すキャラクターが複数登場する。
- 映画『さらば青春の光』
- 映画『ハリー・ポッターとアズカバンの囚人』
- 映画『ロック、ストック&トゥー・スモーキング・バレルズ』
- 映画『ロンドンゾンビ紀行』
- 舞台『ベッジ・パードン』
- ゲーム『ドラゴンクエストVIII 空と海と大地と呪われし姫君』
英語版にて、言葉遣いの違いを表現するためコックニーを使用している[1]。

### 人物
- パンクバンド、セックス・ピストルズのボーカルのジョニー・ロットン、ベースのシド・ヴィシャスの歌い方。
- デヴィッド・ベッカム